# Ibram X. Kendi

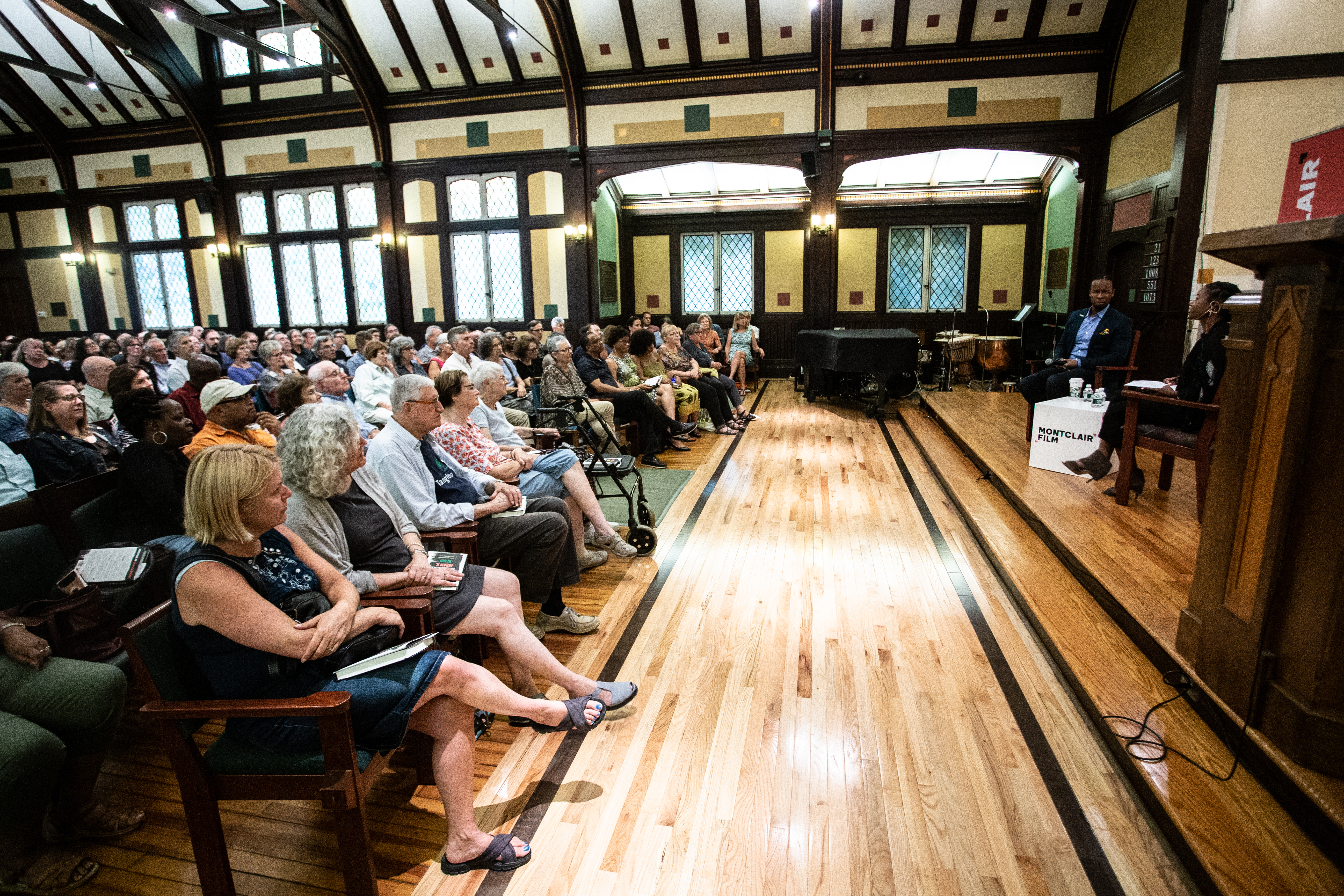
Ibram X. Kendi presenterar sin nya bok How to Be an Antiracist 2019.

Ibram Xolani Kendi, född som Ibram Henry Rogers 13 augusti 1982, är en amerikansk författare och historiker som undervisar på American University. 2016 belönades han med National Book Award for Nonfiction för boken Stamped from the Beginning: The Definitive History of Racist Ideas in America.

## Biografi
Kendi föddes den 13 augusti 1982 i ett jamaicanskt område i Queens, New York City som Ibram Henry Rogers.
Kendi med familj flyttade 1997 till Manassas, Virginia, där han år 2000 tog examen från Stonewall Jackson High School. 2004 erhöll han sin grundexamen, i journalism och afroamerikanska studier, från Floria A&M University. 2010 fick han sin doktorsexamen i afroamerikanska studier vid Temple University.
Efter insikten att Henrik Sjöfararen (Henry the Navigator) aktivt bidrog till den transatlantiska slavhandeln, bytte Kendi sitt mellannamn till Xolani, vilket betyder "fred" på Zulu. I samband med giftermålet med Sadiqa 2013 tog de gemensamt efternamnet "Kendi". "Kendi" betyder "den älskade" på Meru.

## Karriär
Kendi är ledande forskare på ras och diskriminerande politik i USA. Han har publicerat ett stort antal essäer i böcker och akademiska tidskrifter, bland annat The Journal of African American History, Journal of Social History, Journal of Black Studies, Journal of African American Studies, and The Sixties: A Journal of History, Politics and Culture. Bland de böcker han författat återfinns The Black Campus Movement: Black Students and the Racial Reconstitution of Higher Education, 1965–1972, Stamped from the Beginning: The Definitive History of Racist Ideas in America och How To Be An Antiracist (svensk översättning Så blir du en antirasist). För boken Stamped from the Beginning erhöll han 2016 National Book Award for Nonfiction.
I augusti 2019 debuterade How to be an antiracist  på andra plats på New York Times Bestseller List. Jeffrey C. Stewart kallade den för "the most courageous book to date on the problem of race in the Western mind". Afua Hirsch berömde bokens introspektiva drag och dess samtidspolitiska relevans. Andrew Sullivan and Coleman Hughes gav mer negativa recensioner och menade att boken var enkelspårig. De kritiserade Kendis idéer om att förlägga den mesta av statlig kontroll till ett antirasistiskt departement. Kelefa Sanneh diskuterade bokens möjligheter att definiera rasism och menade att Kendis främsta bidrag var att uppmana läsarna att engagera sig politiskt. How to be an antiracist fick förnyad uppmärksamhet i samband med händelserna den 25 maj 2020, då George Floyd mördades av polis och Amy Coopers falsklarmade polisen i syfte att hota en svart fågelskådare.
Kendi undervisar i historia och internationella relationer på College of Arts and Sciences (CAS) samt School of International Service (SIS) på American University i Washington, D.C. Han grundade och leder the Anti-Racist Research and Policy Center på American University. Han har tidigare även undervisat i afroamerikansk historia på University of Florida. 2020 startade han Boston University Center for Antiracist Research.
Kendi skriver återkommande för The Atlantic. 2020 debuterade Kendi som barnboksförfattare med Antiracist baby.
2020 kom Så blir du en antirasist ut på svenska. Dagens Nyheters Kristina Lindquist kritiserade kvaliteten på översättningen.